# Amao Leota Lu
Amao Leota Lu (Auckland, 1971) es una fa'afafine samoana, artista de performance, poeta y activista comunitaria. Lleva más de treinta años trabajando en los sectores de la educación, la salud, el arte y la radio.

## Trayectoria
Amao Leota Lu nació en 1971 en Auckland, Nueva Zelanda. Pasó sus primeros años allí, antes de emigrar con algunos miembros de su familia de la diáspora samoana a Sídney en la década de 1980. Estuvo un tiempo fuera de Australia antes de volver, y fue durante este tiempo que aceptó su identidad de género como mujer y como fa'afafine.  Usa sus performances para defender la identidad fa'afafine, especialmente como modo de resistencia a las categorizaciones LGBT occidentales. Estos performances tienen como temática la intersección entre su identidad de género y la cultura de las Islas del Pacífico.
En 2020 organizó el primer evento queer del Pacífico en el Festival Midsumma de Melbourne, y actuó allí con un proyecto titulado Pacific Essence: Tales of a Migrant Plantation que tuvo lugar en el Museo de la Inmigración. En 2019 fue parte del elenco de Gender Euphoria, que formó parte del Festival Internacional de Artes de Melbourne. Sus performances forman parte de un «fenómeno de culto» en el que combina perspectivas queer con la «creación de conocimiento indígena». Leota Lu también habla abiertamente sobre la discriminación a la que aun se enfrentan los miembros de las comunidades de género diverso de las Islas del Pacífico.Anteriormente también estuvo trabajando ejerciendo apoyo comunitario para diferentes asociaciones.